# Circondario federale della Crimea
Il circondario federale della Crimea (in russo Кры́мский федера́льный о́круг?; traslitterazione: Krýmskij federál'nyj ókrug) è stato uno dei nove circondari federali della Russia. Fu formalmente istituito il 21 marzo 2014 sui corrispondenti territori della Repubblica di Crimea e della città federale di Sebastopoli; il circondario non godeva di riconoscimento da parte della comunità internazionale, in particolare i paesi dell'UE e gli Stati Uniti d'America consideravano i suoi territori ancora parte dell'Ucraina.
Il 28 luglio 2016 il circondario è stato soppresso e aggregato al circondario federale meridionale.

## Suddivisioni
Il circondario era costituito dalle seguenti entità:
| Distretto federale della Crimea |          |                      |                |
| #                               | Bandiera | Soggetto federale    | Capitale       |
| 1                               |          | Repubblica di Crimea | Sinferopoli    |
| 2                               |          | Sebastopoli          | città federale |